# Воронцов, Юлий Михайлович
Ю́лий Миха́йлович Воронцо́в (7 октября 1929, Ленинград — 12 декабря 2007, Москва) — советский и российский дипломат, постоянный представитель России при ООН, чрезвычайный и полномочный посол СССР и России в Индии, Франции, Афганистане и США. Член ЦК КПСС (1981—1990). Автор многочисленных публикаций на дипломатические темы, бывший президент Международного центра Рерихов. Заслуженный работник дипломатической службы Российской Федерации (2004).

## Биография
Родился в 1929 году в семье военного моряка. Русский. В 1939 году отца Юлия Михайловича — Михаила Александровича Воронцова, назначили военно-морским атташе в Берлине. Жена и сын присоединились к нему в 1940 году. За месяц до начала Великой Отечественной войны Михаил Воронцов отправил семью на Родину в отпуск, так как знал дату нападения Германии на СССР. Донесения адмирала Воронцова докладывались Сталину дважды — в мае и июне 1941 года. Но оба раза они откладывались в сторону. Сам же М. А. Воронцов пересёк границу 20 июня, за два дня до начала войны.
В 1943 году, будучи капитаном 1-го ранга, Михаил Воронцов сыграл важную роль в переломном моменте войны. Воронцов передал Сталину, «что близкий к германскому генштабу источник сообщил о подготовке немецким командованием в строжайшей тайне после поражения под Сталинградом мощного контрудара под Курском. Верховный главнокомандующий приказал срочно создать тогда новый Степной фронт и построить вторую линию обороны, на которой и были окончательно перемолоты фашистские танковые армады».
Во время войны Ю. Воронцов был курсантом военно-морского училища (в Бакинском военно-морском училище он учился вместе с Евгением Примаковым). После его окончания поступил в Московский государственный институт международных отношений (МГИМО).
В 1952 году после окончания МГИМО получил распределение в МИД СССР, референтом (позже старший референт, атташе отдела) Второго Европейского отдела. В 1954–1958 годах работал атташе в постоянном представительстве СССР при ООН, в 1958–1963 годах — второй секретарь, первый секретарь, советник отдела международных организаций МИД.
В 1963—1965 годах, занимая должность советника в Постоянном представительстве СССР при ООН, участвовал в Женевских переговорах по разоружению и прекращению ядерных испытаний. В 1965—1966 годах — заместитель заведующего отделом международных организаций МИД.
В 1966—1970 годах — советник, в 1970—1977 годах — советник-посланник посольства СССР в США.
В 1977—1978 годах возглавлял советскую делегацию на международной встрече представителей стран-участниц Совещания по безопасности и сотрудничеству в Европе (Белград).
С декабря 1977 по январь 1983 года — чрезвычайный и полномочный посол СССР в Индии. Его деятельность способствовала укреплению связей между СССР и Индией, при его непосредственном участии велась подготовка к визитам Леонида Брежнева в Индию и Индиры Ганди — в Советский Союз.
С 1983 по 1986 год работал советским послом во Франции.
По возвращении из Франции принимал участие в работе над историческим договором между СССР и США 1987 года об уничтожении ракет средней дальности. «…в течение двух с половиной лет мы сблизили позиции настолько, что удалось подписать договор о полном уничтожении самого современного на тот момент оружия. Слава Богу, мне довелось участвовать в этом процессе, и я очень этим доволен», — говорил он.
В 1986 году стал первым заместителем министра иностранных дел СССР.
В 1988 году в ранге первого заместителя министра возглавляет советское посольство в Афганистане, где перед ним стояли две задачи — дипломатически обеспечить вывод советских войск из страны и не допустить афганского внутриполитического конфликта. Обе задачи были выполнены — Ю. Воронцов добился от лидеров моджахедских групп гарантий, что они не будут стрелять по уходящим войскам. Удалось также пресечь масштабное кровопролитие в стране и избежать массового исхода беженцев из Афганистана.
Член ЦК КПСС в 1981–1991 годах.
С 1990 по 1994 год занимал должность постоянного представителя СССР, а затем России при ООН и постоянного представителя в Совете Безопасности ООН.

Ю. М. Воронцов и генеральный секретарь ООН Кофи Аннан. Штаб-квартира ООН. Нью-Йорк

С 1994 по 1998 год работал в должности чрезвычайного и полномочного посла в США, принимал активное участие в обсуждении таких вопросов, как Балканская война, проблема расширения НАТО на Восток. Внёс значительный вклад в улучшение отношений между Россией и США.
С 1998 по 2000 год являлся советником президента Российской Федерации по вопросам внешней политики.
В 1999 году по окончании дипломатической миссии в США получает предложение от генерального секретаря ООН Кофи Аннана занять должность его специального представителя по странам СНГ.

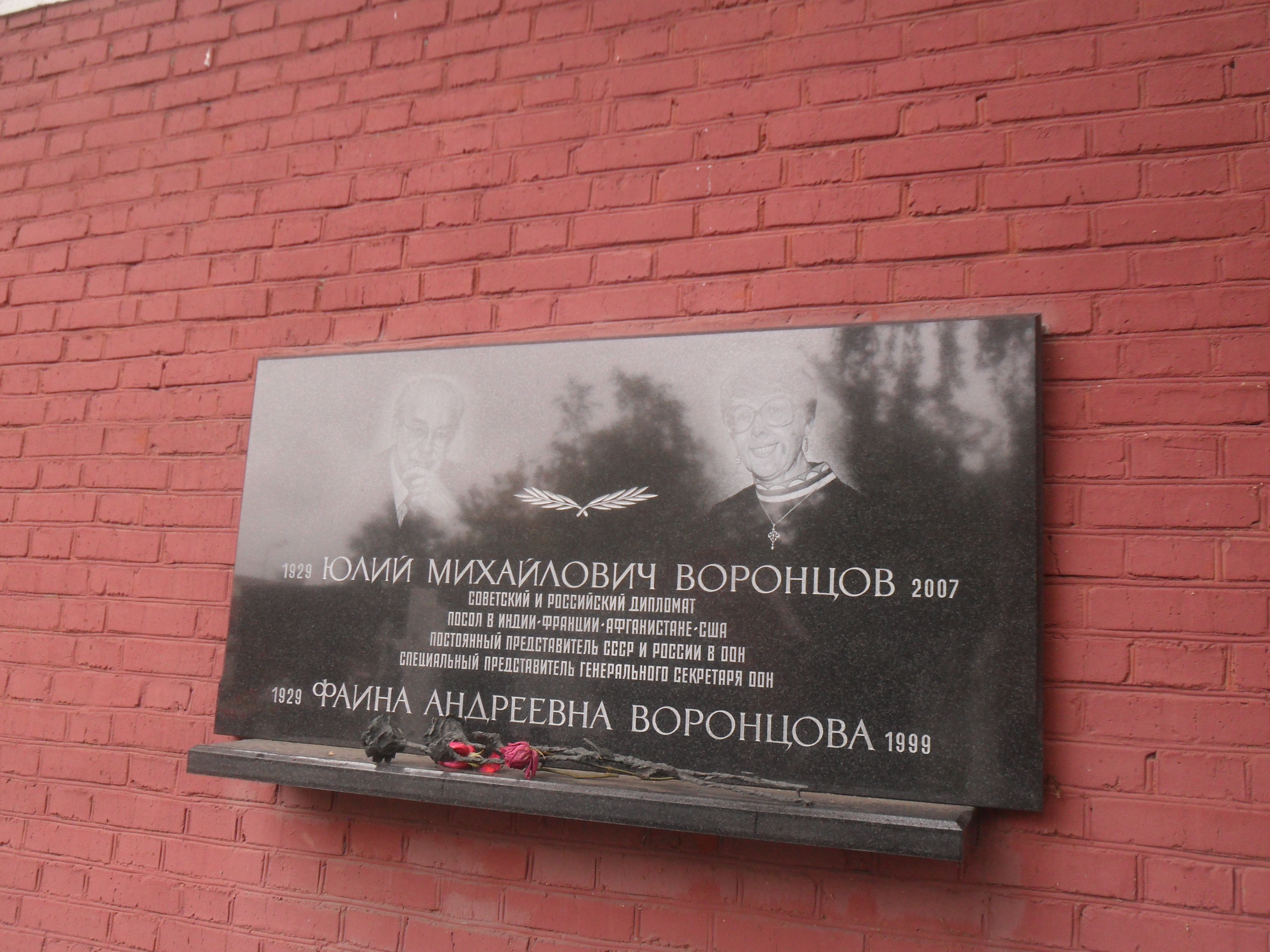
Плита Ю. М. Воронцова в колумбарии на Новодевичьем кладбище Москвы

В 2000 году перешёл на работу в ООН в качестве заместителя генерального секретаря. На этой должности координировал возвращение кувейтских пленных и собственности из Ирака. Эту деятельность совмещал с работой в качестве председателя правления Российско-американского инвестиционного банка.
В последние годы жизни продолжал вносить вклад в укрепление взаимопонимания и расширение сфер взаимодействия с США в качестве президента Российско-американского совета делового сотрудничества, участника группы общественного диалога «Россия-США: взгляд в будущее».
Умер 12 декабря 2007 года.

## Семья
Жена Фаина Андреевна Воронцова (урожд. Панкина, 1929—1999). Дочь Ольга Грачёва (род. 1953). Внук Антон Грачёв.

## На посту президента Международного центра Рерихов
В 1970-х годах познакомился со Святославом Рерихом, сыном известного художника и деятеля культуры Николая Рериха. У них сложились тёплые, дружеские отношения.
В 1989—1990 годах принимал участие в создании Советского Фонда Рерихов, а затем в создании общественной организации «Международный центр Рерихов» (МЦР) и Музея имени Н. К. Рериха при этой организации. В 1990 году Святослав Николаевич Рерих передал из Индии в СССР наследие своих родителей для создания в Москве рериховского музея. С доставкой наследия возникли сложности. Благодаря усилиям и помощи Воронцова наследие было успешно передано на Родину и стало основой музея. Из интервью Воронцова: «Тогда было благожелательное отношение со стороны Советского правительства и Генерального секретаря Горбачёва — в ту пору он ещё не был Президентом. К Рерихам, к их наследию, к самому Святославу Николаевичу отношение также было благожелательное…».
Генеральный директор музея Л. В. Шапошникова и посол России в Индии А. М. Кадакин неоднократно подчёркивали, что без усилий Воронцова ни музея, ни МЦР просто бы не было. Своим рождением созданный в усадьбе Лопухиных культурный центр во многом обязан именно ему.

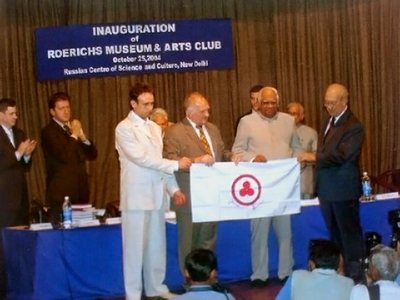
Вручение Знамени Мира, побывавшего на борту космической станции «Мир», спикеру Парламента Индии Шри Сомнатх Чаттерджи по случаю 100-летия С. Н. Рериха. Слева направо: С. Залетин, В. М. Афанасьев, Шри Сомнатх Чаттерджи, Ю. М. Воронцов

В ноябре 1999 года был избран президентом Международного центра Рерихов.
Содействовал вступлению Международного центра Рерихов в ассоциированные члены Департамента общественной информации при ООН.
В 2000 году от имени МЦР вручил Знамя Мира (предложенный Н. К. Рерихом охранный символ культуры) Генеральному секретарю ООН Кофи Аннану в его резиденции на Ленинских горах.
В 2004 году принял активное участие в создании в Москве Комитета по организации празднования юбилея Святослава Николаевича Рериха. В ноябре того же года в Колонном зале Дома Союзов состоялось торжественное заседание, посвящённое 100-летию этого художника, ученого и общественного деятеля. По случаю юбилея Ю. М. Воронцов 25 октября 2004 года вручил спикеру Парламента Индии Шри Сомнатх Чаттерджи Знамя Мира, побывавшее на борту космической станции «Мир».
2004 год был юбилейным и для Воронцова. Его 75-летие торжественно отметили в МИД РФ, а в МЦР состоялась выставка «Дипломат, общественный деятель, Президент Международного Центра Рерихов», на которой были представлены фотоматериалы из архива МЦР и личного архива Воронцова, относящиеся к различным этапам его дипломатической службы и общественной деятельности.
Воронцов принимал деятельное участие в культурно-просветительской и научной работе Международного центра Рерихов, занимал активную позицию в отношении культурного наследия семьи Рерихов, неоднократно обращаясь к высшему руководству страны.

## Организации, членом которых состоял Ю. М. Воронцов
- Академик Международной академии информатизации
- Президент Международного Центра Рерихов
- Президент Российско-американского совета делового сотрудничества
- Президент Ассоциации выпускников МГИМО
- Председатель Совета старейшин Ассоциации российских дипломатов
- Член Академии космонавтики
- Член правления Фонда помощи семьям военнослужащих и служащих 76-й гвардейской дивизии ВДВ
- Член попечительского совета Некоммерческого благотворительного фонда "Ветераны разведки и дипломатической службы за духовное возрождение Отечества «Честь и достоинство»
- Член Общественного комитета НП «Мир науки»

## Награды и звания
- Орден «За заслуги перед Отечеством» III степени (5 апреля 1999) — за заслуги перед государством и значительный вклад в проведение внешнеполитического курса России[19]
- Орден Почёта (21 июня 1996) — за заслуги перед государством, большой вклад в проведение внешнеполитического курса и обеспечение национальных интересов России, мужество и самоотверженность, проявленные при исполнении служебного долга[20]
- Орден Ленина
- Орден Октябрьской Революции
- Два ордена Трудового Красного Знамени
- Орден «Знак Почёта»
- Заслуженный работник дипломатической службы Российской Федерации (25 ноября 2004) — за заслуги в реализации внешнеполитического курса Российской Федерации и многолетнюю плодотворную дипломатическую деятельность[21]
- Почётный работник Министерства иностранных дел Российской Федерации
- Почётная медаль «За участие в программах Организации Объединённых Наций» Российской ассоциации содействия ООН[22]
- Наградной знак «Благословение» был вручён Патриархом Московским и всея Руси за вклад в дело возрождения Православной церкви и укрепление российско-американских отношений[5]
- Награды Международного центра Рерихов — памятные медали Николая Рериха, Елены Рерих, Юрия Рериха, Святослава Рериха и именная серебряная медаль «Ю. М. Воронцов. 75 лет», подаренная Юлию Воронцову в юбилейном для него 2004 году в знак признания его огромного вклада в основание и развитие Музея имени Н. К. Рериха и Международного центра Рерихов
- В мае 2008 года посмертно награждён высшим государственным орденом Индии «Падма бхушан» («Орден Лотоса») за приверженность делу укрепления двусторонних отношений во время работы не только в Индии, но и на других постах в Министерстве иностранных дел СССР и Министерстве иностранных дел РФ[23].
- 30 июня 2008 года посмертно награждён общественной наградой — Орденом «Гордость России»[24].
- Орден Саурской революции (ДРА).

## Память о Ю. М. Воронцове
- 25 марта 2008 года в МИД России прошёл вечер памяти Юлия Михайловича Воронцова, организованный Ассоциацией российских дипломатов (АРД), Внешнеполитической ассоциацией (ВПА) и Московским государственным институтом международных отношений — Университетом МГИМО (У). 
 Своими воспоминаниями о Ю. М. Воронцове поделились многие известные российские деятели политики, науки и культуры. Был показан художественно-публицистический фильм «Доктрина Горчакова», консультантом которого был Ю. М. Воронцов. Режиссёр В. В. Хотулёв и ведущий фильма народный артист России Г. М. Печников рассказали о своём сотрудничестве с ним.
 Участники встречи поддержали идею опубликования сборника воспоминаний о Юлии Михайловиче Воронцове и предложили создать фильм о нём[25].

## Известные политические деятели о Ю. М. Воронцове. Официальные заявления
Ю. М. Воронцов был ярчайшим представителем отечественной и мировой дипломатии, много сделавший для последовательной защиты и продвижения интересов Родины, укрепления международного мира и безопасности, расширения многопланового сотрудничества с различными странами мира.
— Из Сообщения Министерства иностранных дел Российской Федерации

Это был великий дипломат, который работал на самых трудных участках.
— Сергей Викторович Лавров, министр иностранных дел Российской Федерации,  
постоянный член Совета Безопасности России

Это был замечательный человек — тонкий, умный, сдержанный, с очень серьёзным стержнем.<…> Он четко выполнял свою роль.
— Евгений Максимович Примаков, академик РАН, Президент Российской торгово-промышленной палаты

Ю. М. Воронцов — самый авторитетный и уважаемый посол в Вашингтоне… За годы работы в США он нашёл здесь множество друзей. В то же время он блестящий профессионал, который весьма умело отстаивал интересы государства.
— Сэнди Бергер, помощник Президента США по вопросам национальной безопасности

## Статьи Ю. М. Воронцова
- «Юлий Воронцов: нам надо укреплять нашу державу» // «Российские вести», № 18, 23-30 мая 2007 г.
- Юлий Воронцов: «Ситуация с наследием Рерихов — возмутительна» // «Независимая газета», № 69, 6 апреля 2004 г.

## Материалы о Ю. М. Воронцове
- Дипломат Юлий Воронцов: [сборник воспоминаний].— М.: Международные отношения, 2009. — 262 с.[27]
- Карапетян Г., Грачев-Селих В. От Молотова до Лаврова. Ненаписанные воспоминания Юлия Воронцова.— М.: Международный Центр Рерихов; Мастер-Банк, 2011. — 864 с.: ил.
- Воронцов Юлий Михайлович // Иванян Э. А. Энциклопедия российско-американских отношений. XVIII—XX века. — М.: Международные отношения, 2001. — 696 с. — ISBN 5-7133-1045-0.
- Невосполнимая утрата // Газета «Российские вести», № 45, 19 декабря 2007 г.
- Легенда Российской дипломатии // «Независимая газета», 14 декабря 2007 г.
- Пядышев Б. Воронцов Юлий Михайлович (1929—2007) // «Международная жизнь», 2008, № 1.